# 任家蓁
任家蓁（1953年6月—2020年7月8日），笔名阿客，湖南澧县人，中国画家，擅长水彩画和版画。湖南师范大学教授，中国美术家协会会员。

## 生平
1953年生于湖南省澧县。文化大革命期间曾上山下乡，后在澧县酒厂做工人。1981年毕业于湖南师范学院艺术系。早期作品《麦客》曾获人民美术出版社连环画报金环奖，木刻组画《小村札记》获国际青年中国青年美展三等奖，巨幅水彩画《夙愿》参加第六届全国美展后被中国美术馆收藏。曾任湖南省常德地区群众艺术馆美术干部。兼任湖南省版画学会副会长、湖南高端原创动漫联盟组委会会长兼总顾问、中国中外名人文化研究会艺术委员会委员、北京陆仟年画院院长等职。1990年代开始创作系列卡通漫画《荒唐国》。
2020年7月8日下午17时25分逝世。

## 出版物
- 阿客. . 长沙: 湖南美术出版社. 1999. ISBN 7-5356-1296-2.
- 阿客. . 长沙: 湖南美术出版社. 1999. ISBN 7-5356-1212-1.